# 窄叶野豌豆
窄叶野豌豆（学名：Vicia angustifolia）是一种豆科植物。这种植物分布于中国的东北，华北、西北、华中及广西等省区；台灣、欧洲、非洲及亚洲也有。